# San José del Carmen, Zacatecas
San José del Carmen är en ort i Mexiko.   Den ligger i kommunen Trancoso och delstaten Zacatecas, i den centrala delen av landet, 500 km nordväst om huvudstaden Mexico City. San José del Carmen ligger 2 091 meter över havet och antalet invånare är 910.
Terrängen runt San José del Carmen är en högslätt. Runt San José del Carmen är det ganska tätbefolkat, med 52 invånare per kvadratkilometer. Närmaste större samhälle är Trancoso, 10,0 km väster om San José del Carmen. Omgivningarna runt San José del Carmen är i huvudsak ett öppet busklandskap.